# Pelle Schenell
Pelle Schenell, född 27 oktober 1855 i Gnarps församling, Gävleborgs län, död 23 juni 1946 i Gnarps församling, Gävleborgs län, var en svensk fiolspelman. Som nioåring började Pelle att spela fiol, men även orgel och piano. Skolningen fick han genom organisten Silfman i Gnarp, som ansåg Pelle som sin allra främsta elev. Men efter att föräldrarna hade blivit s.k. "läsare" förbjöd de till en början Pelle att spela fiol. Men lusten var för stark och Pelle har berättat om det själv i en kortfattad självbiografi:
”En dag, då jag som vanligt satt i en lada och gnodde på violinen, blev jag helt plötsligt överraskad av min far. Jag blev nog lite rädd och tänkte, att nu blir det dangel av. Min far hade mig ovetande stått utanför ladan en god stund och hört på mitt spel. Då jag fick se honom, stod han i ladudörröppningen, tittade på mig och sade: - Jaså, erë du Pellë, sômm sett her å gnor på fejolen? - Ja, pappa, svarade jag. Efter en stunds funderande yttrade far: - Ja, då du kann së der pass, së erë fôll bäst att du får hôllë på då.”
Trots sin fars tillåtelse slutade Pelle att spela i några år, för att som 18-åring ta upp fiolen igen. Pelle blev snabbt en eftertraktad spelman och fick spela på bröllop runt om i Gnarp. 
Schenells stora genombrott som spelman kom vid spelmanstävlingen i Delsbo 1908, där han egentligen fick första pris. Men han ansåg att en Dellbo borde få första pris så han överlämnade det till Carl Sved. På spelmanstävlingarna i Bollnäs 1909 och Hudiksvall 1910 fick Pelle återigen första pris. Sedan fick det räcka för Pelle Schenell, som var för blygsam för att ställa upp i några fler spelmanstävlingar. 1910 reste Schenell tillsammans med Thore Härdelin d.ä., under namnet Svenska nationaltruppen till USA där de spelade från öst- till västkust. Där fick han också en schottis utgiven.
Som låtkompositör har hans svåger och tidigare lärjunge Sven Kjellström uttalat sig:
”Pelle Schenell var en sällsynt musikbegåvning, som borde ha utbildats och som under den förutsättningen skulle ha fört honom till eliten bland våra tonsättare, Hans melodiska ingivelse flödade, och hans öra för harmoni var utpräglat och naturligt. De kompositioner han strödde omkring sig var i regel avsedda till dans, men en del var även gånglåtar, visor eller vallåtar. Valser i stor Strauss- eller Waldteufelstil komponerade han också, och de var fullt jämförliga med dessa stora föregångares…”
I boken ”Norrhälsingar från 400-årigt Hudiksvall” skriver Axel.V. Sundkvist att d-mollvalsen (Delsbovalsen) utnyttjades av Tonsättaren Atterberg i den stilfulla melodin i sin balett ”De fåvitska jungfrurna” - en musik som ofta spelas som konsertsvit för symfoniorkester. Sven Kjellström kallade den polskornas drottning.
Som upptecknare var Schenell även synnerligen skicklig och entusiastisk. Han hade redan som liten, med den tidigare nämnda Silfman, övat sig i ”tonträffning” och blivit - enligt egen utsago - "okugglig". Detta tillsammans med ett pianostämmargehör gjorde att Pelle snabbt och effektivt kunde teckna ned låtar efter spelmännen i främst nordöstra Hälsingland. Men han var inte bara skicklig låtnedtecknare. Även gamla bygdehistorier och allmänt folkliv tecknades ned av Schenell på uppdrag av Landsmålsarkivet i Uppsala, som ansåg honom som en av sina mest värdefulla upptecknare. Han erhöll 1938 Zorns guldmärke.
Det stora samlingsverket ”Svenska låtar” i 24 delar utgavs av Folkmusikkommissionen 1922-1940. I del 8, tryckt 1928, finner man 102 st av Pelle Schenells upptecknade melodier, varav 53 polskor, 27 valser, 18 marscher och gånglåtar, en ringdans och en visa. Av melodierna anges 38 vara hans egna; 23 polskor, 9 marscher och 6 valser.
Men Pelle hade många talanger och var förutom pianostämmare, upptecknare och spelman även folkskollärare, bokhållare, slagruteman, teolog, esoteriker, trollkarl och mycket mer.
Idag är det ändå - trots alla sina talanger och gärningar - som spelman man kommer ihåg honom. Han har säkrat sin plats i spelmanshimlen med låtar som Trollens brudmarsch, Gnarpsvalsen (för det mesta kallad Delsbovalsen), Pelles rullpolska, Anna-Gretas polska, Algot och Beda och många fler. Kompositionerna är ömsom traditionella ömsom mer konstmusikaliska och ibland gammeldanslåtar.